# Мюльхайм (Мозель)
Мюльха́йм (нем. Mülheim) — община в Германии, в земле Рейнланд-Пфальц.
Входит в состав района Бернкастель-Витлих. Подчиняется управлению Бернкастель-Кюс. Население составляет 980 человек (на 31 декабря 2010 года). Занимает площадь 4,92 км².

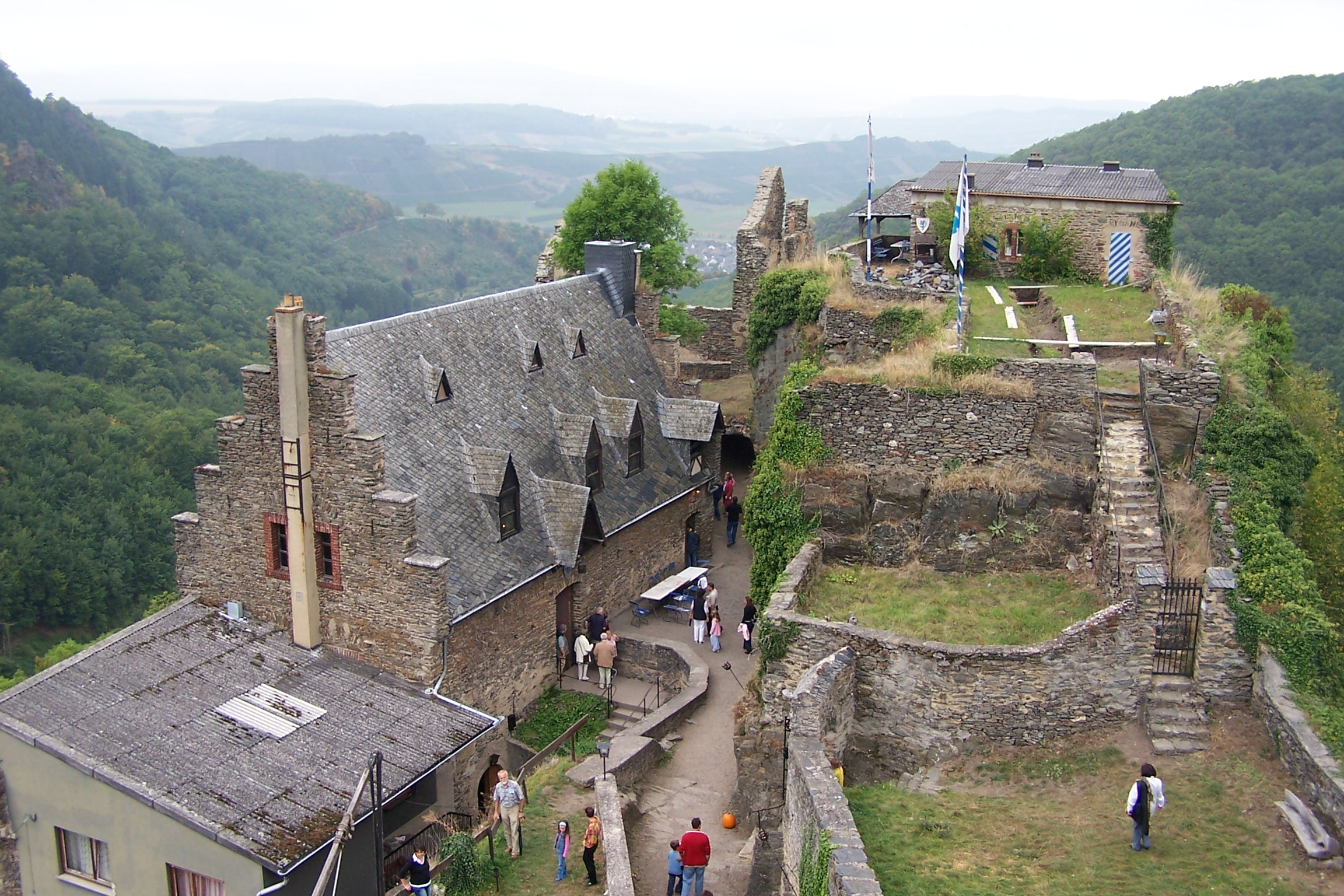
Замок